# Корнеед свёклы
Корнеед свёклы, чёрная ножка свёклы — болезнь растений, вызываемых различными грибами и бактериями.
Поражает чаще всего свёклу, в первую очередь проростки и всходы. Возбудителями являются грибы Aphanomyces cochlioides, Phoma betae, Pythium debarianum, Rhizoctonia aderholdii, Fusarium sp. и бактерии из родов Pseudomonas, Serratia и др. Помимо свёклы, встречается у капусты, шпината, огурца и других растений. Возбудители передаются через почву или распространяются с семенами.
Симптомы корнееда у свёклы зависят от конкретного возбудителя. Большинство их поражает растения на ранних стадиях развития (иногда до выхода ростков на поверхность), и лишь Phoma betae представляет опасность для взрослых растений. Как правило, общими симптомами являются побурение и загнивание корневой шейки и появление перетяжек, которые приводят к полеганию стебельков. При поражении грибом Phoma корешки покрываются чёрными точками — пикнидами; Pythium приводит к образованию белой плесени; Rhizoctonia образует бурую грибницу на поверхности проростков; Fusarium — бело-розовый мицелий на корешках. Растения отстают в росте; снижается масса корнеплодов и их сахаристость; при сильном поражении растения гибнут.
Наиболее распространёнными возбудителями являются Phoma betae и Pythium debarianum, которые поражают посадки свёклы даже в благоприятных для растений условиях. Остальные грибы поражают лишь ослабленные растения: например, при выращивании на переувлажнённой, чрезмерно кислой почве, при недостатке тепла. Развитию заболевания способствуют также низкое качество семян, нехватка питательных веществ, резкие колебания температуры, бессменное возделывание культуры при выращивании.
Меры борьбы — протравливание семян, севооборот, известкование почв, внесение удобрений и подкормки, прореживание всходов с удалением слабых растений и т. п.